# Fred Wheldon
George Frederick Wheldon, detto Fred (Langley Green, 1º novembre 1869 – Worcester, 13 gennaio 1924), è stato un calciatore e crickettista inglese che giocava, come calciatore, nel ruolo di attaccante.

## Carriera
Con la maglia dell'Aston Villa vinse per tre volte il campionato inglese (1897, 1899, 1900) e per una volta la FA Cup (1897). Fu capocannoniere del campionato inglese nel 1898. Giocò inoltre a cricket nel Worcestershire dal 1899 al 1906.

## Palmarès

### Club

#### Competizioni nazionali
- Campionato inglese: 3

Aston Villa: 1896-1897, 1898-1899, 1899-1900
- Coppa d'Inghilterra: 1

Aston Villa: 1896-1897
- Second Division: 1

Birmingham City: 1892-1893